# Hècuba (Eurípides)
Hècuba o Hècabe (en grec antic Ἑκάϐη) és una tragèdia escrita per Eurípides el 424 aC. Narra la venjança de la reina de Troia, Hècuba per la mort dels seus fills.

## Argument
Hècuba està presonera dels grecs després de la derrota a la guerra de Troia. Entregada a Odisseu, té somnis premonitoris sobre les tragèdies que han de sobrevenir als seus fills. Els presagis es confirmen quan li comuniquen que la seva filla Políxena serà sacrificada per calmar l'esperit d'Aquil·les, a qui havia traït, i així permetre honorar l'heroi i alhora afavorir un retorn a casa dels guerres grecs, atrapats a la ciutat pels vents contraris. Hècuba suplica a Odisseu, recordant-li que li va salvar la vida en una ocasió anterior, però ell no li fa cas i parteix amb Políxena, qui prefereix la mort abans que viure com una esclava. Mentre la mare plora i prepara els ritus funeraris, li arriba la notícia que el seu fill Polidor ha estat assassinat per Polimèstor, qui l'havia de protegir mentre durés la guerra. Hècuba, embogida pel dolor, planeja la seva venjança i es lamenta davant Agamèmnon, líder aqueu però lligat a la reina Troiana per parentiu. Aquest decideix no intervenir en l'afer.
A la segona part de l'obra arriba Polimèstor, convençut que la notícia del seu crim no ha arribat encara a Troia. Hècuba segueix el joc de fingir ignorància i l'atreu cap a una tenda amb la promesa d'uns tresors que no vol que caiguin en mans enemigues. Un cop allà, amb l'ajuda d'altres dones troianes, assassina els fills de Polimèstor i a ell el deixa cec. Quan Agamèmnon veu la sang, escolta les versions dels dos implicats, que es defensen com en un judici, i acaba decidint que ella ja ha obtingut la venjança buscada, per la qual cosa Polimèstor pot marxar. Després retorna Hècuba i les altres dones als seus nous amos i la maleeix afirmant que acabarà els seus dies convertida en gossa.

## Anàlisi
Aquesta obra transcorre just abans dels fets narrats a Les troianes, una altra obra d'Eurípides dedicada a les conseqüències de la guerra de Troia i recull la versió que la mitologia i la literatura oral havien consagrat sobre el destí de la reina. Es tracta d'una tragèdia clàssica, tant pel fet que els personatges siguin nobles com el final de dissort (la protagonista perd els seus fills i acaba com esclava, però enmig d'altres morts), relacionat sempre amb el destí ja previst a través de somnis o aparicions de fantasmes. El que sembla una innovació d'Eurípides és la creació de Polimèstor com antagonista.
La recerca de venjança de la mare és el motor de l'acció, puntejada pel cor de troianes que han patit també la pèrdua d'éssers estimats i que esperen un destí d'esclavatge a mans dels seus enemics i, per tant, poden entendre els sentiments de la protagonista. Aquesta intenta evitar el sacrifici de la seva filla amb l'oratòria, però les paraules esdevenen inútils en temps de guerra. Intenta, per contra, usar-les per enganyar Polimèstor, temptar-lo amb la cobdícia que l'havia portat a assassinar Polidor. No el mata, sinó que prefereix que pateixi com ella davant la mort dels seus fills i també li provoca un futur de dolor, la ceguesa, en paral·lelisme amb la seva esclavitud. La venjança, doncs, és perfecta per la simetria de les ofenses i les reaccions. També és amb la paraula que convenç Agamèmnon perquè no impedeixi el crim i després l'escolti quan ja s'ha comès. D'aquesta manera on havia fracassat per salvar la seva filla, venç pel que fa al seu fill i la venjança per la seva mort.
L'obra va tenir força èxit tant a l'antiga Grècia com a l'època romana d'Orient o al renaixement. Va servir d'inspiració tràgica per altres obres de revenja amb la presència de fantasmes i per consolidar el cicle troià com a matèria narrativa medieval i moderna.